# Erkki Koskinen
Erkki Koskinen (* 5. Oktober 1925 in Helsinki; † 16. Juli 2009) war ein finnischer Radrennfahrer und nationaler Meister im Radsport.

## Sportliche Laufbahn
Koskinen war Teilnehmer der Olympischen Sommerspiele 1948 in London. Im olympischen Straßenrennen schied er beim Sieg von José Beyaert aus. Die finnische Mannschaft mit Torvald Högström, Koskinen und Paul Backman kam nicht in die Mannschaftswertung, da alle drei Fahrer das Rennen nicht beendeten. Auch in den Wettbewerben im Bahnradsport war er am Start. Er bestritt mit Onni Kasslin, Paavo Kuusinen und Torvald Högström die Mannschaftsverfolgung.